# Nóra Nagy
Nóra Nagy, coniugata Bujdosó (Budapest, 18 novembre 1985), è una cestista ungherese.

## Carriera
Con l'Ungheria ha disputato due edizioni dei Campionati europei (2009, 2017).